# Karangmalang (Bobotsari)
Karangmalang is een bestuurslaag in het regentschap Purbalingga van de provincie Midden-Java, Indonesië. Karangmalang telt 2774 inwoners (volkstelling 2010).